# Bolchaïa (Kamtchatka)
La Bolchaïa (russe : Большая) est une rivière de l'ouest de la péninsule du Kamtchatka en Russie. Son cours supérieur, à partir de l'embouchure de la Plotnikova est nommé Bystraïa. La rivière a une longueur totale de 275 kilomètres, en traversant les raïons de la Bystraïa et d'Oust-Bolcheretesk.

## Description
Le Bolchaïa est le plus grand fleuve à l'ouest de la péninsule du Kamtchatka. Ses sources se trouvent dans la chaîne de Ganalsky. La partie supérieure s'appelle la Bystraïa. Celle-ci est rejointe par la gauche par la Plotnikova à 58 kilomètres de l'embouchure de la rivière pour former la Bolchaïa. Il existe de nombreux autres affluents, dont la Nachilova et la Goltsovka. Le bassin compte plus d'un millier de lacs. Il y a des sources minérales dans le bassin, y compris le gisement de Malkinskoye. Les montagnes du bassin supérieur ont des roches cristallines exposées, tandis qu'en bas, les terres sont principalement couvertes de tourbe. Les rives sont bordées de forêts typiques du Kamtchatka, avec des bouleaux et des cèdres nains.
La rivière mesure 1 à 3 mètres de profondeur et jusqu'à 100 mètres de largeur. Elle forme le lac Bolshaya à son embouchure. À son embouchure, la Bolshaya mesure plus de 0,80 km de large. Elle coule dans une direction généralement sud-ouest jusqu'à la côte, où elle tourne et coule dans une direction sud-sud-est sur environ 16 km du côté est d'une étroite bande de sable et de gravier avant de se jeter en mer d'Okhotsk.
Le village de Malka se trouve sur la rive gauche de la partie supérieure du fleuve. La première utilisation du nom Malka a été fait par le voyageur français Barthélemy de Lesseps en 1787. Il dit qu'il y a cinq ou six huttes et 15 hangars, sur la rive de la Bystraïa, entourée de hautes montagnes, avec une source chaude à proximité.
Le village de Bolcheretsk est situé près du point de convergence de la rivière Bolchaïa et de la rivière Bystraïa, à environ 16 km en amont d'Oust-Bolsheretsk. À la fin des années 1920, les habitants du village qui vivaient sur les îles ont décidé de déménager dans un endroit plus pratique sur le canal Kavalerskaya en aval de la rivière. Au printemps 1928, il y avait déjà trois maisons sur le canal Kavalerskaya, deux autres étaient en construction. Le nouveau village a été formé en 1930. Jusqu'en 1990, il s'appelait la ferme d'État de Bolcheretsk (en russe : Большерецкий совхоз) à son emplacement sur la rive droite de la Bolchaïa. En 1990, il a été rebaptisé Kavalerskoye (en).

## Exploration
Les explorateurs russes dirigés par Vladimir Atlassov ont atteint le fleuve à la fin du XVIIe siècle et la première carte de la région est basée sur leurs récits. Le géographe cosaque Semyon Remezov mentionne la rivière au début du XVIIIe siècle, l'appelant Kiksha.
L'estuaire servait de sanctuaire aux marins qui y pénétraient à marée haute. Lorsque la marée tombait, les bateaux reposaient sur leurs flancs, mais le fond mou les empêchait d'être endommagés. Le géologue et voyageur allemand Karl von Dietmar, qui a visité la région au milieu du XIXe siècle, a noté que l'embouchure de la rivière avait été déplacée vers le nord par la population locale avant l'arrivée des Russes afin que le poisson suive une route pour être plus facile à attraper. Il y a eu un certain nombre d'épaves à l'embouchure du fleuve au XVIIIe siècle, dont le Okhotsk et la flottille de trois navires commandée par le lieutenant V. Khmetevsky.